# Three Mile Cross
Three Mile Cross ist ein Dorf im Borough of Wokingham in der Grafschaft Berkshire im Süden Englands. Three Mile Cross liegt 5 km südlich von Reading, der nächstgelegenen größeren Stadt.

## Mary Russell Mitford
Three Mile Cross wurde bekannt durch die Schriftstellerin und Dramatikerin Mary Russell Mitford. Mitford lebte in dem kleinen Dorf und ihr Hauptwerk – "Our Village." Sketches of Rural Character and Scenery – handelt von den Menschen und dem Leben in Three Mile Cross.